# پارک ملی آوک
پارک ملی آوک یک پارک ملی در چاد است که در چاد واقع شده‌است.